# Working on a Dream (single)
"Working on a Dream" is het titelnummer van het gelijknamige album van Bruce Springsteen, en tevens eerst single uit 2008.
Het zonnige karakter van het lied weerspiegelt wat Rolling Stone noemt "een zeldzame en tijdig moment van onbeschaamd optimisme" voor Springsteen.
De titelzin is zowel in de strofen als in het refrein aanwezig, en komt tijdens het nummer zo'n twintig keer voorbij. Het is een midtempo nummer dat wordt gespeeld op akoestische gitaar en op orgel met elektrische gitaarakkoorden erdoorheen.

## NPO Radio 2 Top 2000
| Nummer met noteringen in de NPO Radio 2 Top 2000 | '09 | '10 | '11 | '12 | '13 | '14 | '15  | '16  | '17  | '18  | '19  | '20  | '21  |
| ------------------------------------------------ | --- | --- | --- | --- | --- | --- | ---- | ---- | ---- | ---- | ---- | ---- | ---- |
| Working on a Dream                               | 598 | 424 | 680 | 898 | 722 | 935 | 1044 | 1392 | 1761 | 1485 | 1405 | 1923 | 1903 |

1. ↑  Een vetgedrukt getal geeft de hoogste notering aan.
2. ↑  2009 was het eerste jaar met een notering voor dit nummer.
3. ↑  Deze tabel is bijgewerkt tot en met de laatste editie (2024).